# Senones
Senones – miejscowość i gmina we Francji, w regionie Grand Est, w departamencie Wogezy.
Według danych na rok 1990 gminę zamieszkiwało 3157 osób, a gęstość zaludnienia wynosiła 169 osób/km² (wśród 2335 gmin Lotaryngii Senones plasuje się na 138. miejscu pod względem liczby ludności, natomiast pod względem powierzchni na miejscu 211.).

## Współpraca
Miejscowość partnerska:
- Marchin, Belgia